# Presidente Sarney
Presidente Sarney är en kommun i Brasilien.   Den ligger i delstaten Maranhão, i den nordöstra delen av landet, 1 500 km norr om huvudstaden Brasília. Antalet invånare är 17 143.
Omgivningarna runt Presidente Sarney är huvudsakligen savann. Runt Presidente Sarney är det glesbefolkat, med 19 invånare per kvadratkilometer.